# Иннокентий VII
Инноке́нтий VII (лат. Innocentius PP. VII; в миру — Козимо Джентиле Мильорати, итал. Cosimo Gentile Migliorati; 1336 — 6 ноября 1406) — папа римский с 17 октября 1404 года по 6 ноября 1406 года.

## Биография

### Ранние годы
Козимо родился в знатной семье Мильорати в Сульмоне, Абруцци. Обучался гражданскому и каноническому праву в Перудже и Падуе, где впоследствии преподавал. Его учитель Джованни да Леньяно посоветовал его папе Урбану VI (1378-89), который принял его в курию и отправил на десять лет папским коллектором в Англию. В 1387 году папа сделал Козимо архиепископом Равенны, а через год —  епископом-архиепископом Болоньи.
Папа Бонифаций IX сделал его кардиналом-священником с титулом церкви Санта-Кроче-ин-Джерусалемме (1389) и назначил легатом. Вице-камерленго с 1389 по 1396 и Камерленго Святой Римской церкви с 1396 по 1404.
Когда умер Бонифаций IX, в Риме присутствовали делегаты конкурирующего папы из Авиньона, Бенедикта XIII. Римские кардиналы спросили делегатов, отречется ли их господин от престола, если кардиналы воздержатся от проведения выборов, — так можно было прекратить схизму и выбрать одного единого папу. Когда делегаты ответили, что Бенедикт XIII никогда не отречется от престола, кардиналы приступили к выборам.

### Папство
Козимо Мильорати был избран единогласно — восемью кардиналами — 17 октября 1404 года и принял имя Иннокентия VII. После того, как стало известно о выборах, гибеллины устроили в Риме беспорядки, но мир был поддержан при помощи короля Владислава, который поспешил в Рим с солдатами, чтобы помочь папе в подавлении восстания. За свои заслуги король потребовал от Иннокентия VII уступок, в том числе обещания, что он не будет конфликтовать с авиньонским антипапой Бенедиктом XIII, которого поддерживал французский король. Владислав опасался, что французы будут продвигать на трон Неаполя Людовика II Анжуйского. В итоге Иннокентий VII, который не имел никакого намерения достигать соглашения с Авиньоном, оказался под гнётом обещаний, которые, однако не стал выполнять.
Иннокентий VII совершил большую ошибку, введя своего племянника Лодовико Мильорати — блестящего кондотьера, бывшего на службе у Джан Галеаццо Висконти Миланского, — в коллегию кардиналов. В августе 1405 года Лодовико организовал убийство одиннадцати противников папы; их тела выбросили из окна больницы Санто-Спирито на улицу. Поднялся шум. Папа, его свита и кардиналы, вместе с членами семьи Мильорати, бежали в Витербо. Людовико организовал контратаку на преследователей, завязалась схватка с жертвами с обеих сторон. Так, игумен Перуджи был убит на глазах папы.
Король Владислав послал отряд для подавления беспорядков, к январю 1406 года римляне снова признали папу главой светской власти Рима, и Иннокентий VII смог вернуться. Но Владислав потребовал новых уступок, в частности, расширения своих полномочий в Риме и Папской области. Когда папа отказал, король поспособствовал гибеллинам Рима в организации нескольких бунтов в 1406 году и под предлогом защиты Ватикана ввёл в город свои войска. Папа отлучил Владислава от церкви, но тот не смирился и не вывел войска.
В этот период в Рим прибыл Джанфранческо Поджио Браччолини (1380—1459) — итальянский гуманист, который занял должность папского секретаря. Его услугами пользовались семь последующих пап.
Папа планировал восстановление Римского университета, но его смерть положила конец замыслам.
В целом двухлетний понтификат Иннокентия ничего не изменил в сложной ситуации Западной церкви, раздираемой расколом.

### Смерть

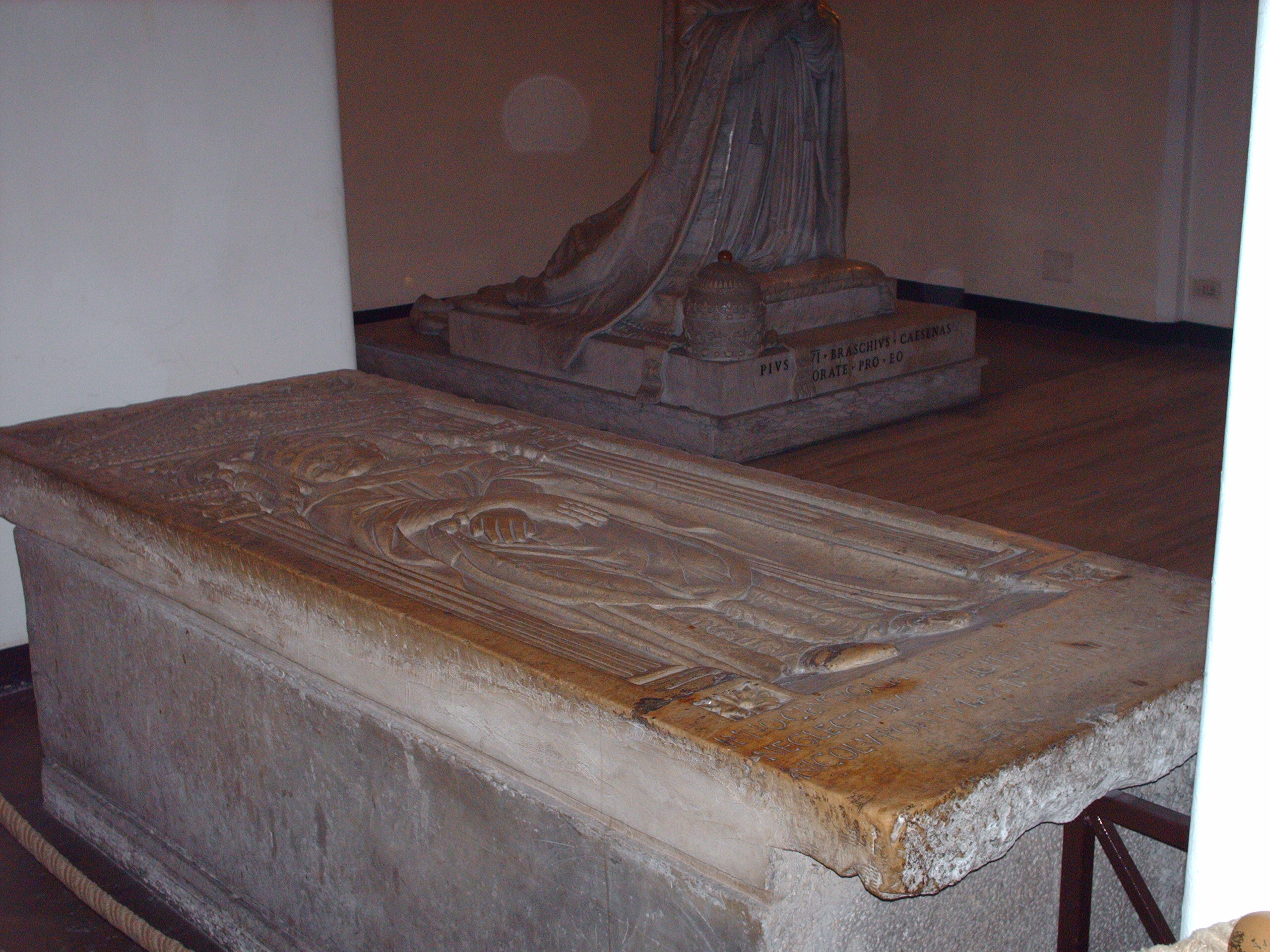
Гробница Иннокентия VII в Соборе святого Петра

Иннокентий умер в Риме 6 ноября 1406 года столь неожиданно, что ходили слухи о его отравлении. Впрочем, нет никаких доказательств, что он умер не от естественных причин — на момент смерти ему было уже около 70 лет.